# Mazarin sommarturné 2003
Mazarin sommarturné 2003 var en turné i Norden, genomförd av Per Gessle och ett band under perioden 29 juli-25 september 2003. De deltog i Allsång på Skansen den 24 juni 2003. Materialet var blandat, och mestadels från Per Gessles album Mazarin från 2003 samt låtar han gjort med gruppen Gyllene Tider. Några låtar från Gessles tidigare (mindre populära) svenskspråkiga soloalbum spelades också. Den officiella sammanlagda åskådarsiffran för turnén blev 128 000.

## Mazarin sommarturné 2003
| Datum        | Arena                  | Ort         | Publik |
| ------------ | ---------------------- | ----------- | ------ |
| 29 juli      | Brottet                | Halmstad    | 13 000 |
| 30 juli      | Sofiero slott          | Helsingborg | 12 000 |
| 1 augusti    | Boulognerskogen        | Skövde      | 8 000  |
| 2 augusti    | Rockslottet            | Finspång    | 8 000  |
| 3 augusti    | Fästningsrundan        | Varberg     | 12 000 |
| 5 augusti    | Mölleplatsen           | Malmö       | 10 000 |
| 6 augusti    | Slottsskogsvallen      | Göteborg    | 22 000 |
| 8 augusti    | Kalmarsundsparken      | Kalmar      | 9 000  |
| 9 augusti    | Rådhusparken           | Jönköping   | 7 000  |
| 10 augusti   | Sparregården           | Karlskrona  | 7 000  |
| 12 augusti   | Sjöhistoriska museet   | Stockholm   | 17 000 |
| 14 augusti   | NP3 Arena              | Sundsvall   | 6 000  |
| 15 augusti   | Sammilsdal             | Leksand     | 9 000  |
| 16 augusti   | Mariebergsskogen       | Karlstad    | 7 000  |
| 17 augusti   | Sundbyholms slott      | Eskilstuna  | 10 000 |
| 23 september | Rockefeller Music Hall | Oslo        |        |
| 25 september | Tavastia               | Helsingfors |        |

## Deltagare
Med sig hade Per Gessle:
- Jonas Isacsson, gitarr
- Anders Herrlin, bas
- Christoffer Lundquist, gitarr och körsång
- Clarence Öfwerman, keyboards
- Helena Josefsson, körsång
- Jens Jansson, trummor

## Förband
Mats Ronander, som spelade akustisk gitarr medan Benneth Fagerlund spelade keyboards.